# Mont Jacques-Cartier
Mont Jacques-Cartier är ett berg i Kanada.   Det ligger i regionen Gaspésie–Îles-de-la-Madeleine och provinsen Québec, i den östra delen av landet, 800 km nordost om huvudstaden Ottawa. Toppen på Mont Jacques-Cartier är 1 268 meter över havet.
Terrängen runt Mont Jacques-Cartier är huvudsakligen kuperad. Mont Jacques-Cartier är den högsta punkten i trakten. Trakten runt Mont Jacques-Cartier är nära nog obefolkad, med mindre än två invånare per kvadratkilometer.. Det finns inga samhällen i närheten. 
I omgivningarna runt Mont Jacques-Cartier växer i huvudsak blandskog.